# Pirenejski ris
Iberski ris (lat. Lynx pardinus) je kritično ugrožena vrsta risa i živi na Pirenejskom poluotoku u južnoj Europi. Najugroženija je vrsta mačke na svijetu. Prema udruzi za očuvanje risova, SOS Lynx, ako iberski ris izumre, to će biti jedno od rijetkih mačjih izumiranja od sabljozubog tigra prije 10 000 godina. Prije je bio klasificiran kao podvrsta običnog risa, ali sada ga znanstvenici smatraju zasebnom vrstom. Obje vrste su se pojavile u središnjoj Europi u razdoblju pleistocena, odvajao ih je izbor staništa. Vjerojatno je evoluirao od vrste Lynx issiodorensis.

## Stanište
Cijelim Pirenejskim poluotokom raspršio se tijekom 19. stoljeća. Sada je ograničen na vrlo malim površinama. Područja koja iberski ris preferira kao stanište su grmovita i šumovita područja otvorene zemlje. Voli niska šumska područja, borove šume s gustim raslinjem, šume bušina i šume hrasta plutnjaka. Pošumljavanjem šuma bora i eukaliptusa dovelo je do pada kolonizacije iberskog risa.

## Opis
Iberski ris dosta nalikuje ostalim risovima, s kratkim repom, čupavim ušima i ovratnikom od krzna ispod brade. Na krznu nalaze se neka mjesta sa šarama kao u leoparda. Dlaka mu je znatno kraća nego u drugih risova, koji su obično prilagođeniji hladnijem okruženju.
Ima mišićavo tijelo i duge noge, te dosta brze reflekse, kao i druge vrste riseva. Duljina glave i tijela je od 85 do 110 centimetara, s kratkim repom duljine 12-30 centimetara, a visina ramena je 60-70 centimetara. Mužjak je veći od ženke, s prosječnom težinom od 12,9 kilograma, a ženka je u prosjeku teška 9,3 kilograma, što je oko pola veličine običnog risa.

## Prehrambene navike
Iberski ris prvenstveno se hrani divljim kunićem, koji sadrži 80-100% njegove prehrane. Kada je broj kunića nizak, kao tijekom ljeta kada Poxvirus myxomatosis opustoši im populaciju, hrani se mladuncima jelena lopatara, mladima muflona, srnama i patkama. Energetske potrebe iberskog risa ispune se s jednim na dan pojedenim kunićem.

## Razmnožavanje
Tijekom sezone parenja ženka ostavlja svoj teritorij u potrazi za mužjakom. Gestacija traje oko dva mjeseca, a mladunci se kote između ožujka i rujna, najviše ih se rodi u ožujku i travnju. Leglo se sastoji od dva ili tri (rjeđe jednog, četiri ili pet) mačića težine 200-250 grama. 
Mačići postaju samostalni u dobi od 7 do 10 mjeseci, ali ostaju s majkom sve do 20. mjeseca života, dok se ona opet ne počne pariti, nakon čega odlaze i traže vlastiti teritorij. Opstanak mladih uvelike ovisi o dostupnosti plijena. U divljini i mužjaci i ženke spolnu zrelost dosegnu s godinom dana starosti, iako se po običaju rijetko razmnožavaju, sve dok teritorij ne postane upražnjen; poznata je jedna ženka koja se nije kotila sve do 5. godine, kada joj je umrla majka. Životni vijek u divljini je 13 godina.
Braća i sestre postaju nasilni jedni prema drugima između 30 i 60, najčešće 45 dana starosti, pa se dogodi da u brutalnoj borbi ubijaju jedni druge. Nepoznato je zašto se pojavljuju ove epizode agresije, iako mnogi znanstvenici vjeruju da se to događa zbog promjene hormona, kada mladunci zamjenjuju mlijeko svoje majke s mesom. Drugi vjeruju da se to odnosi na hijerarhiju i "opstanak prilagođenijih".

## Vanjske poveznice
Ostali projekti
|  | Zajednički poslužitelj ima stranicu o temi Pirenejski ris    |
|  | Zajednički poslužitelj ima još gradiva o temi Pirenejski ris |
|  | Wikivrste imaju podatke o taksonu Pirenejski ris             |